# Francisco Vitorino dos Santos Furtado
Francisco Vitorino dos Santos Furtado (Desterro, 4 de outubro de 1844 – 6 de novembro de 1885) foi um político brasileiro.
Filho de Francisco Furtado e de Maria Vitoriana Lessa. Casou com Maria Gertrudes Ramos e tiveram filhos, dentre eles Júlia Ramos Furtado, casada com Sebastião da Silva Furtado, que foi militar, fazendeiro e jornalista, natural de Lages, e seis vezes deputado estadual na Assembleia Legislativa de Santa Catarina.
Foi eleito deputado à Assembleia Legislativa Provincial de Santa Catarina e integrou a 24ª Legislatura (1882-1883).